# 제프 코너웨이
제프 코너웨이(Jeff Conaway, 1950년 10월 5일 ~ 2011년 5월 27일)는 미국의 배우이다.

## 출연 작품
- 다크 게임즈 (2015)
- 단테스 퍼거토리 다큐먼티드 (2014)
- 인페르노 바이 단테 (2013)
- 단테스 헬 애니메이티드 (2012)
- 단테스 인페르노: 어밴던 올 호프 (2010)
- 셀러브러티 리햅 위드 닥터 드류 (2008)
- 유타 머더 프로젝트 (2006)
- 딕키 로버츠 - 왕년의 아역 스타 (2003)
- Y.M.I. (2002)
- 비밀을 원하는가? (2001, Do You Wanna Know a Secret?)
- 맨 온 더 문 (1999)
- 조브레이커 (1999)
- 2002 바운티 헌터 (1994)
- 전함 바비론 (1994)
- 에이리언 인트루더 (1993)
- LA 여신 (1993)
- 스트립 댄서 (1993)
- 아이 오브 더 스톰 (1992)
- 미러 이미지 (1992)
- 베이비 대소동 (1992)
- 비키니 썸머 2 (1992)
- 위험한 노출 (1991)
- 두 자매 이야기 (1989)
- 잔혹 게임 (1989)
- Elvira, Mistress of the Dark (1988)
- 특공대작전 4 - 오리엔트 특급 작전 (1988)
- 베이 코번 (1987)
- 패트리어트 수중 작전 (1986)
- 커버걸 (1984)
- 그리스 (1978)
- 로즈 가든 (1977)
- 독수리 착륙하다 (1976)
- 제니퍼 온 마이 마인드 (1971)

### 텔레비전
- 명탐정 바나비 존즈 (1976-77)
- 더 볼드 앤 더 뷰티풀 (1989-90)